# Trò chơi cút bắt
Omoi, Omoware, Furi, Furare (思い、思われ、ふり、ふられ) là một bộ shōjo manga được viết và minh hoạ bởi Sakisaka Io, đăng trên tạp chí truyện tranh Bessatsu Margaret từ tháng 6 năm 2015. Đây là bộ shojo manga thứ 3 trong "Thanh xuân tam bộ tác" của Sakisaka (sau Strobe Edge và Ao-Haru-Ride). Bộ truyện được Nhà xuất bản Kim Đồng mua bản quyền và đặt tên tiếng Việt là Trò chơi cút bắt, xuất bản tập 1 vào tháng 1 năm 2018 .

## Cốt truyện
Yuna và Akari trở thành bạn thân với nhau khi bắt đầu cao trung. Hai cô gái có quan điểm khác nhau của tình yêu: Yuna là người coi tình yêu như một giấc mơ và Akari là một người rất thực tế về sự lựa chọn lãng mạn. Trong khi đó, hai chàng trai Kazuomi và Rio cũng có quan điểm khác nhau của tình yêu: Rio chộp lấy mọi cơ hội tán tỉnh miễn là gặp cô gái nào đó trông dễ thương, còn Kazuomi là một người thật thà và không biết gì về tình yêu. Một câu chuyện tình yêu giữa 4 con người với những lập trường tình yêu khác nhau bắt đầu...

## Nhân vật
Ichihara Yuna (市原 由奈)
Một cô nàng nhút nhát, thiếu tự tin, thường có thói quen cúi mặt xuống đất khi đi. Yuna ngại giao tiếp với con trai, vì thế cô chưa bao giờ hẹn hò với ai. Cô thích đọc các truyện tranh thiếu nữ và luôn mơ về các tình yêu màu hồng như vậy. Yuna nói rằng mình vẫn đang chờ đợi một ai đó đến và trở thành tình yêu định mệnh của mình. Cô tình cờ gặp Rio và coi anh chính là hoàng tử của mình.
Yamamoto Akari (山本 朱里)
Bạn thân, bạn cùng lớp và cũng là hàng xóm thân thiết của Yuna, nhưng tính cách hoàn toàn trái ngược. Akari mạnh mẽ, thực tế, và đã có một vài mối quan hệ yêu đương. Không như Yuna, Akari khá chủ động, và tin rằng tình yêu sẽ đến theo cách mà mình lựa chọn. Akari xinh đẹp và khá nổi tiếng, tuy vậy, cô cũng hay gặp phải những lời đồn không tốt. Akari cũng biết rằng Rio đã từng thích mình, nhưng cô chỉ coi Rio như em trai, và hơn nữa Akari đang dành tình cảm của mình cho Kazuomi, người ở bên những lúc Akari cảm thấy yếu lòng.
Yamamoto Rio (山本 理央)
Em trai bằng tuổi và không cùng huyết thống với Akari. Cậu đã giúp đỡ Yuna và được cô coi là hoàng tử bạch mã. Thực tế là Rio sẽ hẹn hò với bất cứ cô gái nào dễ thương. Tuy vậy, Rio chỉ làm vậy vì không thể thổ lộ lòng mình với người con gái cậu yêu, cũng chính là chị gái mình. Rio thích Akari từ lâu và lúc định tỏ tình thì biết được bố mẹ hai người quen nhau và sẽ kết hôn nên đành giấu lòng. Về sau cậu tỏ tình và Akari từ chối. Hiện tại, Rio đang hướng tình cảm của mình tới Yuna dù lúc trước cậu đã từng từ chối cô.
Inui Kazuomi (乾 和臣)
Bạn thời thơ ấu của Yuna, cũng là người con trai duy nhất mà Yuna có thể nói chuyện một cách bình thường nên cậu thường bị mọi người gán ghép với Yuna. Cậu là một người thật thà và tốt bụng nhưng chẳng biết gì về tình yêu. Kazuomi cũng tình cờ gặp và trở thành bạn tốt của Rio. Cậu dành tình cảm của mình cho Akari, cuối phim mọi hiểu nhầm đã được giải quyết, cậu đã thổ lộ tình cảm của mình với Akari và được cô chấp nhận.

## Quá trình sản xuất
Series truyện được thông báo trên số báo tháng 6 năm 2015 của tạp chí Bessatsu Margaret. Sakisaka tiếp tục phản ánh cốt truyện giống trong series truyện trước đó, Ao-Haru-Ride và muốn thể hiện kinh nghiệm tình cảm bằng nhiều cách khác nhau.
Tựa đề gốc tiếng Nhật được lấy cảm hứng từ một khẩu hiệu trong một chiến dịch quảng cáo cho sản phẩm thuốc trị mụn nổi tiếng trong cộng đồng nữ sinh từ khoảng thập niên 1980;  khẩu hiệu khẳng định rằng, chỗ mụn mọc trên mặt sẽ tiên đoán mình hoặc người mình thích sẽ có tình cảm với nhau hay không.

## Đón nhận

### Doanh thu
Tập 3 xếp hạng thứ 4 trên bảng xếp hạng truyện tranh Oricon vào tháng 6 năm 2016. và chạm đỉnh ở vị trí thứ 2 trên bảng xếp hạng Oricon vào tháng 7 năm 2016 và bán ra được khoảng 325 nghìn bản in tại Nhật Bản. Tập 4 ra mắt đạt vị trí thứ 1 và bán ra được khoảng 169 nghìn bản in chỉ trong tuần đầu tiên. Truyện bán được khoảng 293 nghìn bản in trong 1 tháng và liên tục giữ vị trí xếp hạng cao từ tháng 10 sang tháng 11. Series truyện tuy đạt doanh thu cao nhưng vẫn không thể cạnh tranh với tác phẩm trước đó của Sakisaka là Ao-Haru-Ride trong cùng một tập. Tuy nhiên, đến tập 4, Ao-Haru-Ride ra mắt với lượt bán ra ít hơn tập 4 của Trò chơi cút bắt, khi Trò chơi cút bắt ra mắt với 169 nghìn bản in còn Ao-Haru-Ride ra mắt với 126 nghìn bản in. Tập 5 đạt vị trí thứ 6, với 110 nghìn bản in trong tuần đầu tiên và nhanh chóng đạt vị trí số 1 ở tuần thứ 2 với 122 nghìn bản in.

## Phương tiện truyền thông

### Manga
| #  | Phát hành Tiếng Nhật | Phát hành Tiếng Nhật | Phát hành Tiếng Việt | Phát hành Tiếng Việt |
| #  | Ngày phát hành       | ISBN                 | Ngày phát hành       | ISBN                 |
| -- | -------------------- | -------------------- | -------------------- | -------------------- |
| 1  | 13 tháng 10 năm 2015 | 978-4-08-845467-2    | 25 tháng 1 năm 2018  | 978-604-2-09954-7    |
| 2  | 25 tháng 2 năm 2016  | 978-4-08-845528-0    | 19 tháng 2 năm 2018  | 978-604-2-10283-4    |
| 3  | 24 tháng 6 năm 2016  | 978-4-08-845596-9    | 16 tháng 3 năm 2018  | 978-604-2-10284-1    |
| 4  | 25 tháng 10 năm 2016 | 978-4-08-845653-9    | 30 tháng 3 năm 2018  | 978-604-2-10285-8    |
| 5  | 24 tháng 3 năm 2017  | 978-4-08-845732-1    | 13 tháng 4 năm 2018  | 978-604-2-10286-5    |
| 6  | 25 tháng 8 năm 2017  | 978-4-08-845804-5    | 27 tháng 4 năm 2018  | 978-604-2-10287-2    |
| 7  | 25 tháng 12 năm 2017 | 978-4-08-845868-7    | 11 tháng 5 năm 2018  | 978-604-2-10288-9    |
| 8  | 25 tháng 4 năm 2018  | 978-4-08-844025-5    | 21 tháng 2 năm 2020  | 978-604-2-16699-7    |
| 9  | 25 tháng 7 năm 2018  | 978-4-08-844066-8    | 6 tháng 3 năm 2020   | 978-604-2-16700-0    |
| 10 | 25 tháng 10 năm 2018 | 978-4-08-844109-2    | 20 tháng 3 năm 2020  | 978-604-2-16701-7    |
| 11 | 25 tháng 2 năm 2019  | 978-4-08-844172-6    | 5 tháng 8 năm 2020   | 978-604-2-16702-4    |
| 12 | 25 tháng 6 năm 2019  | 978-4-08-844213-6    | 10 tháng 7 năm 2020  | 978-604-2-16703-1    |

### Anime
Ngày 22 tháng 4 năm 2019, Shueisha thông báo series sẽ có bản chuyển thể anime dạng phim dài bởi A-1 Pictures. Ban đầu, bộ phim dự kiến công chiếu vào ngày 29 tháng 5 năm 2020, nhưng đã bị hoãn lại vì đại dịch COVID-19. . Phim sau đó đươc công chiếu vào ngày 18 tháng 9. Bộ phim được đạo diễn bởi Kuroyanagi Toshimasa, biên kịch bởi Yoshida Erika, thiết kế nhân vật bởi Yamashita Yuu, và sản xuất âm nhạc trong phim bởi Nomi Yuuji.

### Live action
Một phim live-action chuyển thể được đạo diễn bởi Miki Takahiro sẽ được công chiếu vào tháng 8 năm 2020. Diễn viên Akaso Eiji vào vai Inui Kazuomi và Hamabe Minami vào vai Yamamoto Akari. Fukumoto Riko vào vai Ichihara Yuna và Kitamura Takumi vào vai Yamamoto Rio.

## Đón nhận
Tập 3 ra mắt với thứ hạng 4 trên bảng xếp hạng truyện tranh Nhật Bản Oricon, vươn tới hạng 2 và bán ra khoảng 325.010 bản tại Nhật Bản. Tập 4 ra mắt với hạng 1 và bán ra khoảng 168.863 bản chỉ trong vòng một tuần đầu. Bộ truyện được bán ra khoảng 293.419 bản trong một tháng và liên tiếp được xếp hạng cao từ tháng 10 tới tháng 11. Tập 4 ra mắt với doanh số 168.863 bản. Tập 5 ra mắt với thứ hạng 6, bán được 110.175 bản trong tuần đầu tiên và vươn tới hạng 1 trong tuần thứ hai với thêm 121.903 bản được bán ra.
Bộ truyện đoạt giải Manga Shogakukan năm 2017 trong hạng mục shōjo manga.